# Exceptio doli praesentis
Die exceptio doli praesentis (exceptio generalis) war im römischen Recht ein Anwendungsspezialfall der exceptio doli (Arglisteinrede). 
Mit der Einrede machte der Beklagte geltend, dass die erhobene Klage einen Rechtsmissbrauch darstellte. Der Beklagte wandte sich nicht gegen das zugrundeliegende Schuldverhältnis, hierfür war die exceptio doli praeteritis heranzuziehen, sondern die treuwidrige Motivation der Klageerhebung selbst.  